# 自衛艦隊指揮支援システム
自衛艦隊指揮支援システム（SFシステム）は、海上自衛隊が運用していた指揮・統制システム（command and control system, CCS）。昭和50年（1975年）度より運用を開始し、平成10年（1998年）度からは、より総合的なC4Iシステムである海上作戦部隊指揮管制支援システム（MOFシステム）に発展した。

## 来歴
海上自衛隊の指揮管制を効率的に推進しようとする試みは、1963年11月の海上自衛隊演習（38海演）に遡る。このときには、需給統制隊が陸自・空自と共同使用していた電子計算機を利用して、船舶の運航データの処理が行われた。また当時、海上幕僚監部総務部勤務であった平松良次1佐が、海上幕僚監部において「指揮通信組織の進歩について」という講話を実施しており、海上自衛隊においても、列国の指揮管制システム（CCS）の状況や指揮管制機能近代化の必要性が注目され始めていた。
このような気運を背景に、幹部学校が主宰する1965年12月の防衛術研究会においてCCS導入の問題が討議され、1966年8月には海上幕僚監部内にCCS準備室が設置された。そして海上幕僚長の諮問機関としてCCS開発及び整備の方向を策定するため、1967年7月には海上幕僚副長を委員長として海上幕僚監部内に「海上自衛隊CCS開発推進委員会」、またその事務局として防衛部に「CCS開発推進委員会幹事室」（CCS幹事室）が設置され、CCS準備室はこれらに吸収合併された。
1969年11月、海上自衛隊はアメリカ海軍に対し、DDGや対潜哨戒機、佐世保地方総監部用の各戦術情報処理装置の導入について、必要な助言及び資料の提供を依頼した。また1970年3月には、従来の検討を踏まえて、ソフトウエアの整備体制（土台）の確立と、陸上システム、艦艇システム及び航空機システム（3本の柱）の整備という基本構想が確立された。この結果、46DDG「たちかぜ」用の目標指示装置 (WES) の導入が重点事項とされ、陸上システムとしては、佐世保地方総監部用の米国製システムの導入は撤回されて、自衛艦隊司令部の作戦情報処理システムを国産により開発することとなった。これによって開発されたのがSFシステムである。

## 導入時
1970年9月上旬、国内コンピューター・メーカー6社（沖電気工業、東京芝浦電気、日本電気、日立製作所、富士通及び三菱電機）に対し、提案書の提出について協力を依頼した。その後検討を経て、1972年9月の決定により、日立製作所のHITAC-8700電子計算機を中心とするシステムが採用された。HITAC-8700は、国家プロジェクトとして1967年に発足した超高性能電子計算機プロジェクトの技術成果を活かした汎用大型計算機であり、当時世界でもトップレベルの性能を実現していた。
SFシステムの機能としては下記のものとされていた。
1. 関連システムからの敵に関する情報（監視・偵察による探知情報、各種調査情報、バッジシステム等からの情報等）、我に関する情報（ステータス、オペレーショナル・データ等）、及び環境情報（対潜海洋予報、気象等）をコンピュータへ入力する
2. 各端末へ相関のとれた作戦情報を迅速・正確に表示する
3. コンピュータを用いて情報の分析・編集を行い、敵の可能行動や我の行動方針をモデリングとシミュレーションによって運用解析する
4. 見積り作業支援のために情報を提供する

システム構成としては、大型電子計算機2台及び各種周辺装置から構成される中枢システムを中核に、自衛艦隊司令部のSFセンタ・システム、海上幕僚監部の海幕サブシステム、航空集団司令部や各地方総監部等の遠隔地端末装置から構成されていた。実施部隊からの情況報告は電子交換システムを介して入力されていたほか、需給統制隊システム、航空自衛隊の自動警戒管制組織（BADGE）システム及び統合気象中枢システムと連接され、後方補給情報、防空情報及び気象海洋情報等をそれぞれ入手、処理、配布することができた。
システムの整備は昭和47年（1972年）度から着手され、50年度より運用を開始した。また遠隔地端末装置は、初年度に海上幕僚監部及び横須賀地方総監部に設置したのに加え、逐年、横須賀以外の各地方総監部、航空集団司令部等の各級司令部に設置され、51年度末までに全国11か所の主要部隊に整備された。ただし護衛艦隊・潜水艦隊司令部や掃海隊群司令部などには端末装置の配置はなく、洋上部隊の作戦指揮能力の向上については基本構想から除かれていた。

### システムへの入力
作戦部隊からの情報は電報という形で入ってくるため、SFシステムはまず通信系の中枢となっている電交システムと連接することとされた。これにあわせて、コンピュータ処理に対応した電報の様式として、アメリカ海軍のRAINBOWシステムを参考にしてMERES（Message Reporting Format for SF system）が制定された。これに伴って電報の内容は文章ではなく、英文字・数字・記号を主体としたフォーマット化された様式に変わるため、一見して容易に内容を理解できるものではなくなり、電報の起案・着信時の手間が増えることになった。SFシステムが導入されても艦艇部隊には直接の恩恵はないにもかかわらず、このように負担ばかり増大するうえに、SFシステムの予算請求時に「通信関係部門には迷惑をかけない」と説明されていたこともあって、当初は疑問や反発の声も強かったが、1973年8月にCCS幹事室と海幕通信課とで話し合いが持たれ、過去のいきさつにはこだわらずに以後は密接に連携していくことが確認されたことで、通信関係の課題は急速に解決されていった。
従来、自衛艦隊司令部に防空に関する情報が入電した際には、緊急電報によって海自全部隊に対して防空警報を発信していたが、防空情報の多くがBADGEシステムから入電していたこともあって、SFシステムの稼働開始とともに、これをシステムに組み込むことが検討されるようになった。しかしBADGEシステムについては日米間の特別協定があり、SFシステムとの連接には米国の了解を得て協定の改訂が必要であるほか、BADGEシステムとSFシステムの目標位置データ方式は全く異なるためデータの変換が必要となり、またBADGEシステムの目標情報量は極めて膨大であり、SFシステム側のコンピュータ性能の面から、このデータをすべて取り入れることは困難であった。その後、府中基地の作戦室のスクリーンの下の隅にミニコンピュータを置いて、毎分1回データをSFシステムに送ることとなった。

### アプリケーション
列国の情況や米海軍からの助言を踏まえて、SFシステムの機能を発揮できるようプログラムの開発及び改善等を行う専門部署が設置されることになり、1973年には自衛艦隊にプログラム業務隊（PGC）が設置された。
なおプログラムには、海上自衛隊の関係各部隊で従来から開発していたアプリケーションソフトウェアも多数組み込まれている。例えば航空集団司令部で開発されたプログラムの一つが、解析評価室OR班長 飯田3佐が1975年の50海演において試作したJEFITA（Jezebel Field Target Analysis Program）をベースとして発展させた対潜戦連続情勢見積支援プログラム（ASW Information and Target Analysis Program, ASWITA）であった。ベースとなったJEFITAは、複数の目標可能行動見積に基づくシナリオ・トラックと、各種の目標探知情報から始まる探知トラックについてモンテカルロ法によるシミュレーションを行い、確度に応じて重み付けして動かしながら、以後、探知情報や非探知事象が発生する都度、トラック位置と情報地点の離隔距離を求め、距離対探知率曲線から、ベイズ推定による事後確率を算出して、重み付けを更新する情報処理プログラムであった。またその後の改訂で出力が強化され、目標企図見積確率（ACT）や護衛船団への攻撃可能確率（COV）など、性質の異なる6種類の脅威度（雪印モデル）を定量的に提示できるようになった。そしてASWITAモデルとして発展したことで、空団司令部と隷下の航空部隊との意思統一や、対潜戦の探知・非探知オペレーションの情報共有などが一元的に管理されるようになった。

## 近代化
このように、SFシステムは昭和50年（1975年）度より運用を開始したが、技術進歩の進展が速いコンピュータ分野においては既に陳腐化の問題が生じていたほか、下記のように多くの課題が指摘されていた。
- マンマシンインタフェースの機能不足・操作性不良
- 保全体制の不備
- システム抗堪性の欠如
- 情報入手の制約
- 組織編成上の問題
- ソフトウェア管理の不備

この時期には、艦艇の戦術情報処理装置（CDS）やP-3Cの航空機システム（ASWOC）の高性能化が進んでいたのに対し、その上位に位置するSFシステムの整備が不十分であるために、本来の機能を十分に発揮する域には達していなかった。初代SFシステムにおいては、洋上部隊からはMERESによって情報を収集する一方で、部隊への情報配布師団は電報のみであり、システムとして洋上部隊との情報交換の機能は備えていなかった。しかし環太平洋合同演習（RIMPAC）参加部隊等からアメリカ海軍の指揮統制システムの思想が入ってくると、艦隊司令部と洋上部隊間の情報共有の重要性が海自においても認識されるようになっていた。
このことから、56中業でSFシステム更新・近代化が行われることになり、まず昭和55年（1980年）度より「SFシステム近代化の研究」が着手された。洋上部隊のための洋上端末が配備されるとともに、この時点では自衛隊が衛星通信を使用できる情勢になかったことから、短波（HF）通信による洋上データ放送系も新設された。その後、衛星通信システムの艦隊配備が実現すると、SFシステム洋上端末はこれと連接されて、海自で初めて衛星データ通信に対応した洋上端末となった。ソフトウェアはPGCが自隊開発したものであり、船越のSFシステムのメインフレーム電子計算機から衛星通信によって必要な情報を受信して、端末のブラウン管上にモノクロ表示する方式であった。また後には全地球測位システム（GPS）と連接して、所要に応じて自艦位置を自動的に自衛艦隊司令部に送出する機能が付加されるなど、順次に発展していった。
またSFシステムの更新強化とあわせて、航空集団のためのAFシステム、佐世保・大湊地方総監部のためのRHシステムの整備も図られることとなった。
その後、03中防でも、SFシステムの更新・近代化が実施された。

## MOFシステムへ
このように、SFシステムは2度の近代化を経て運用されてきたが、08中防期間中には、再び更新時期を迎える見込みであった。またこの時期、空団司令部のASWOC管制ターミナル（ACT）や総監部作戦システム（ROS）等の指揮管制支援システムも更新・近代化が必要になりつつあった。
このことから、従来のSFシステムを基幹としてこれらの指揮管制支援システムを統合し、総合的なC4Iシステムとして海上作戦部隊指揮管制支援システム（MOFシステム）を開発することとなった。予備的な検討は1989年頃より着手され、平成4年（1992年）度より本格的な調査研究を開始、平成5年（1993年）・平成6年（1994年）度でSFシステム（改）準備委員会が組織された。平成7年（1995年）度には、海幕副長を委員長として海上幕僚監部に「MOFシステム開発推進委員会」（M委員会）が設置され、1996年3月には受注会社としてNTTデータとの契約が成立した。
システムは1999年2月26日に海上自衛隊に納入され、3日間でSFシステムからの移行作業を実施、3月1日より円滑に運用が開始された。